# 17-й Нью-Йоркский пехотный полк
17-й Нью-Йоркский пехотный полк (17th New York Infantry Regiment так же Westchester Chasseurs) — представлял собой один из пехотных полков армии Союза во время Гражданской войны в США. Полк был набран в Нью-Йорке в мае 1861 года, прошёл все сражения на востоке, начиная со сражения у Гановер-Кортхауз, и был расформирован в мае 1863 года. Часть его рядовых осенью 1863 года была включена в «17-й Ветеранский Нью-Йоркский полк».

## Формирование
Полк был сформирован в Нью-Йорке (После прокламации президента о наборе 42 034 добровольцев на три года службы от 3 мая 1861); его роты были набраны в Йонкерсе (А), Портчестере(В), Моррисании (С), Нью-Йорке (D и E), Синг-Синге (F), Ньяке (G), Норвиче (Н), Ньюарке, Аркадии и Содусе (I) и Варшаве (К). 28 мая полк был принят на службу в федеральную армию сроком на 2 года. Первым командиром полка стал полковник Генри Ленсинг, подполковником — Томас Моррис, майором — Чарльз Джонсон.
Набор полка проходил с 16 апреля по 5 мая 1861 года. Штаб полка разместился в Нью-Йорке, на углу Ректор-Стрит и Бродвея, в помещении склада, который был арендован за 12 000 долларов в год. Полк 6 недель простоял в казармах Сити-Холла без униформы, и только 8 июня получил оружие, 14 июня — униформу, а 15 июня был переведён в лагерь Кэмп-Вашингтон на острове Статен.

## Боевой путь
21 июня полк покинул Нью-Йорк и по железной дороге был отправлен в Вашингтон через Харрисберг и Балтимор. В Вашингтоне его присоединили к команде Джозефа Мансфилда, которая была выделена для обороны Вашингтона. 4 августа полк был переведён в Форт-Эллсворт около Александрии. В сентябре полк был переведён в 3-ю бригаду дивизии Портера, которой командовал Дэниель Баттерфилд.
В марте 1862 года были сформированы корпуса Потомакской армии и дивизия Портера стала 1-й дивизией III корпуса Потомакской армии. В марте полк участвовал в наступлении корпуса на Манассас. 16 марта рядовые роты G были распределены по ротам A, B, C и F. 21 марта рота А 53-го Нью-Йоркского полка была переведена в 17-й как рота G. 22 марта полк был погружен на пароход Knickerbocker и 23 марта высажен на Вирджинском полуострове у форта Монро.
С 5 мая полк участвовал в осаде Йорктауна. В том же месяце был сформирован V корпус Потомакской армии. Портер возглавил корпус, а генерал Морелл — дивизию. Бригада Баттерфилда стала третьей бригадой этой дивизии. 8 мая, когда южане оставили Йорктаун, полк был переброшен в Вест-Пойнт на пароходе S. R. Spaulding. Подполковник Моррис покинул полк и стал полковником 93-го Нью-Йоркского пехотного полка.18 мая майор Джонсон покинул полк и стал полковником 25-го Нью-Йоркского пехотного полка.
27 мая дивизия Морелла была разбить отряд противника у Хановер-Кортхауз. В сражении при Хановер-Кортхауз полк оказался на фланге противника, атаковал артиллерийскую батарею и захватил гаубицу, потеряв при этом 8 человек.
25 июня южане начали контрнаступление и 17-й Нью-Йоркский оказался отрезан от основных сил. Он совершил трудный марш в 22 мили к Уайт-Хауз, где присоединился к 18-му Массачусетскому полку и кавалерии Стоунмана. Понимая, что не сможет прорваться к своим на юг, Стоунман решил уничтожить склады в Уайт-Хауз и отступить по морю к Йорктауну. 17-й Нью-Йоркский был погружён на броненосцы. С воды полк наблюдал за горящими складами на побережье. Полковник Ленсинг вспоминал, что это было зрелище «впечатляющее, но печальное. Огонь пожара освещал всю округу».
1 июля полк прибыл в Йорктаун, где его перевели с броненосцев на пароход Catskill, потом на пароход Kennebec, который доставил его в Харрисон-Лендинг. Весь июль полк простоял в Харрисон-Лендинг, где потерял одного рядового при артиллерийском обстреле. В полночь 14 августа полк покинул Харрисон-Лендинг, перешёл Чикахомини, 15 августа прошёл через Уильямсберг, прибыл в Йорктаун 16 августа, а 19 августа погрузился на пароход Knickerbocker в Ньюпорт-Ньюс, который 20 августа высадил полк в Аквила-Крик в северной Вирджинии. На следующий день полк отправился по железной дороге во Фредерик, откуда пешком пошёл к Уоррентону на соединение с Вирджинской армией. V корпус был придан Вирджинской армии и принял участие в Северовирджинской кампании. 30 августа Портер послал бригаду Баттерфилда в атаку на позиции южан. 17-й Нью-Йоркский шёл в первой линии атаки. Во время этого боя было убито три знаменосца, три капитана, лейтенант и 33 рядовых. Были ранены майор Гровер, 6 офицеров и 92 рядовых. 46 рядовых пропало без вести.
6 сентября началась Мерилендская кампания. V корпус участвовал в наступлении Потомакской армии на запад: 13 сентября полк прошёл Роквилл, 14 сентября прибыл во Фредерик, 15 сентября встал лагерем в Южных Горах. 16 сентября он прибыл к реке Энтитем, но 17 сентября не был задействован в сражении при Энтитеме. Полком в этот день командовал подполковник Нельсон.